# Рязанка (Нижегородская область)
Ряза́нка — посёлок в составе Мошкинского сельсовета Ветлужского района Нижегородской области. Располагается на берегу левобережной старицы реки Ветлуги, напротив Лосиного острова.
По данным на 1999 год, численность населения составляла 2 чел. Согласно данным на 2010 год постоянное население отсутствует.
На 2014 год в деревне насчитывалось 4 жилых здания, количество которых увеличилось к 2016 году до 5.

## География

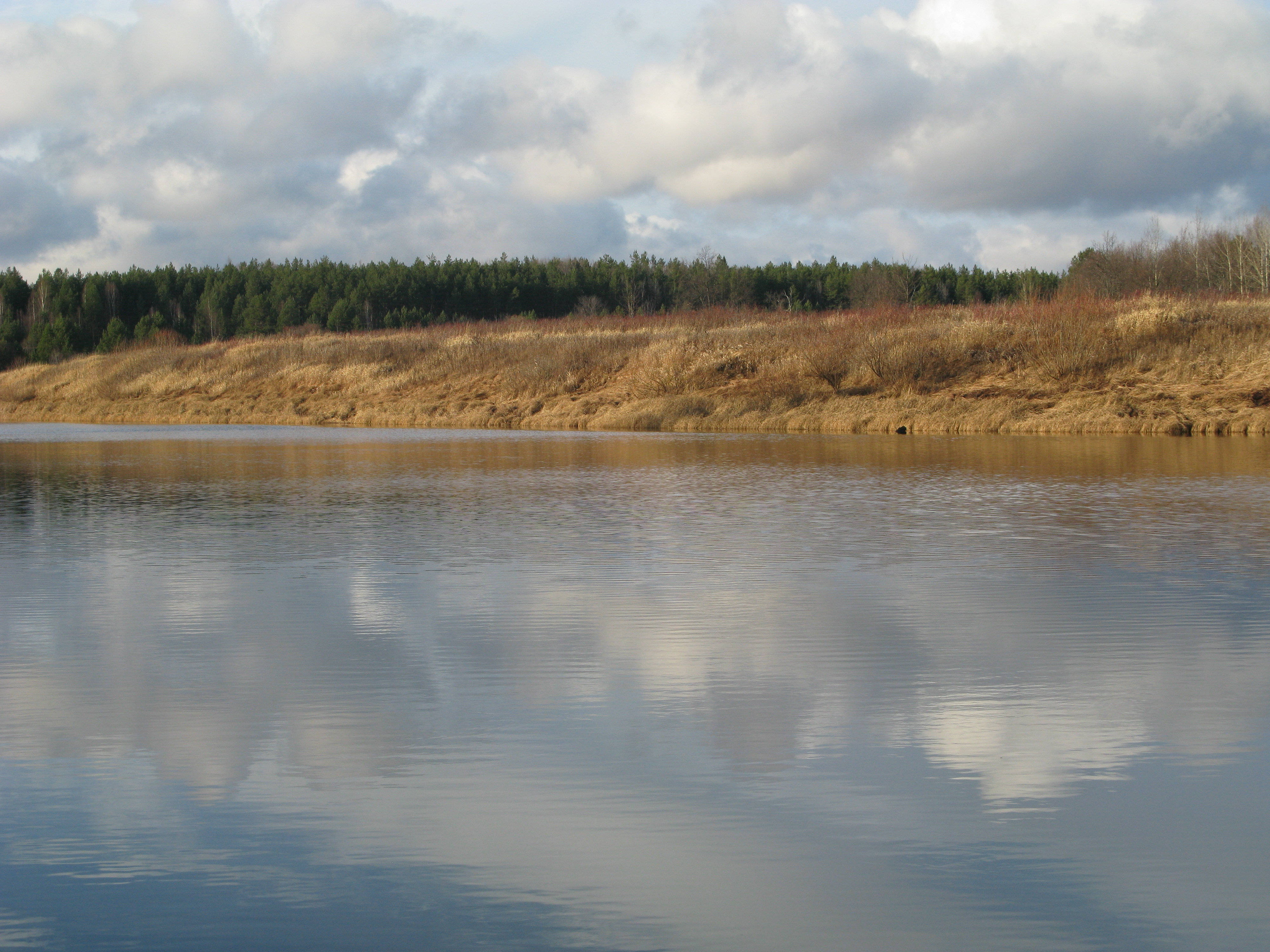
Вид на старицу поздней осенью

Рязанка располагается берегу левобережной старицы реки Ветлуги. Высота цента посёлка над уровнем моря — 80 м .
С востока Рязанку омывает речка Дениска, а приблизительно по середине посёлка протекает речка Рязанка, которая во время половодья разливается на столько, что не даёт перемещаться из восточной части посёлка в западную.
С северной части посёлка, на противоположном берегу старицы, располагается пойменный лес, преимущественно состоящий из дуба, осины и ольхи, а с южной стороны располагается сосновый бор.

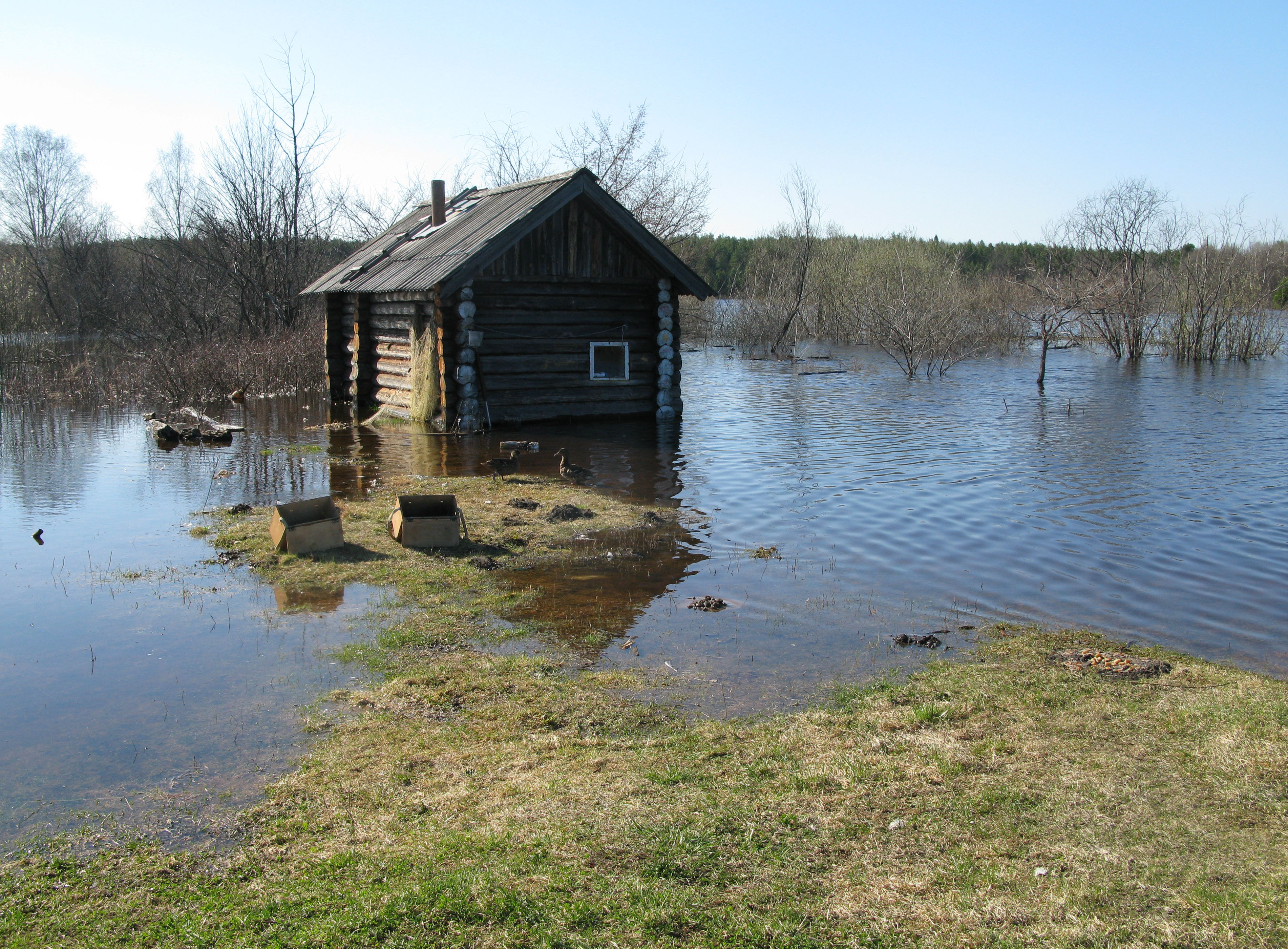
Часть Рязанки во время половодья

### Экология
Несмотря на то, что Рязанка располагается южнее города Ветлуги, среднегодовая температура в ней на 2-3 градуса ниже. Нередки и летние заморозки, а также весенние паводки.

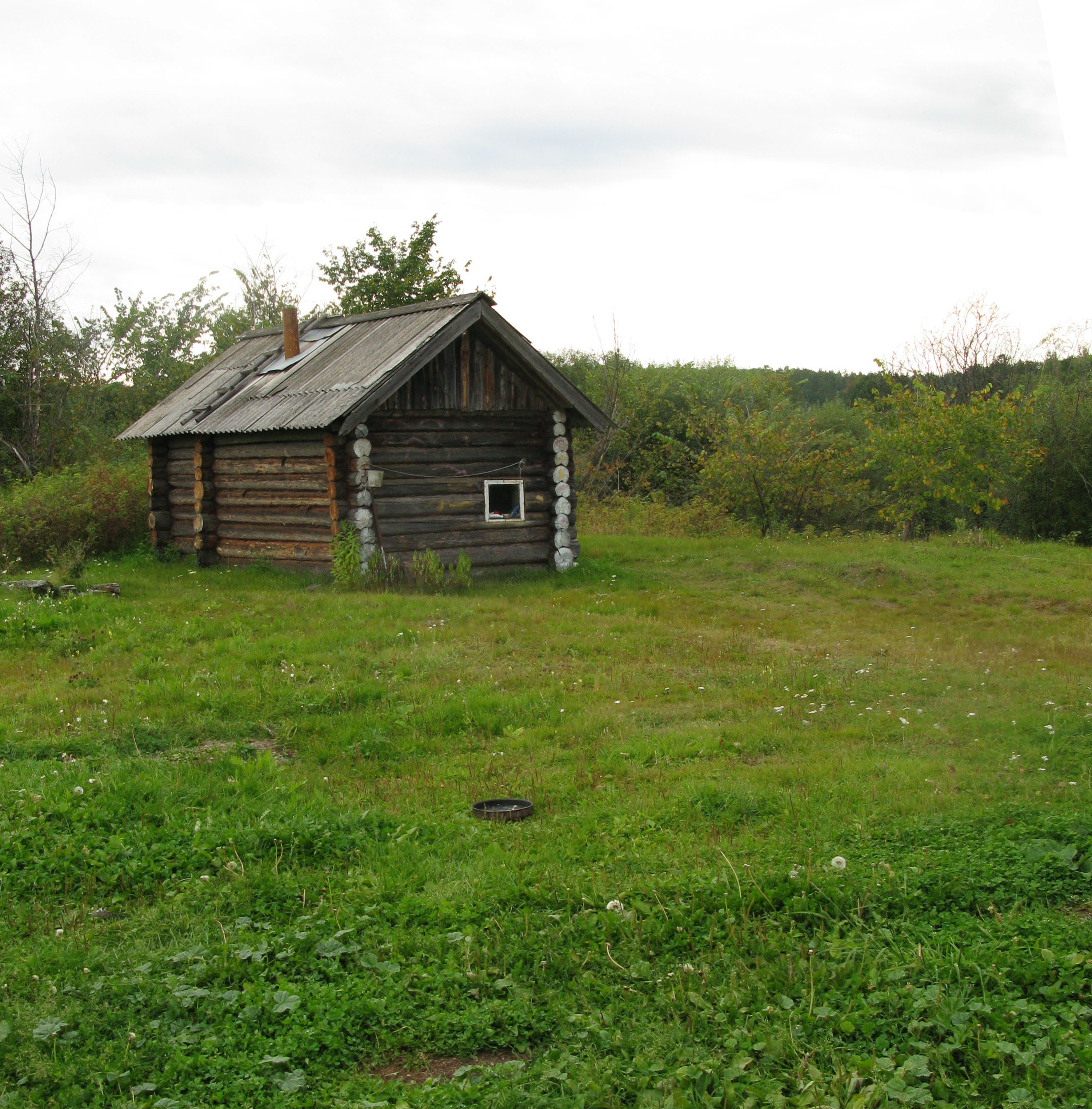
Это же место летом

## История
Первоначально поселение носило название Рязановскій кордон и входило в Богоявленскую волость Варнавинского уезда Костромской губернии. После завершения гражданской войны поселение в 1922 году в составе Варнавинского уезда было передано в Нижегородскую губернию.
В 1940-е годы в Рязанку было сослано некоторое количество крымских татар, которые поселились преимущественно в западной части посёлка, за речкой Рязанкой, за что эту территорию местные жители прозвали Крымом.
В 1950-е годы кинообслуживанием посёлка занимался Б. Х. Поршнев.
В 1980-е население стало активно покидать поселение, в результате к 1999 году постоянного населения осталось всего 2 человека.

## Население
На данное время постоянное население в Рязанке отсутствует. Местные жители пребывают в посёлке преимущественно летом.
| 1897 | 1907 | 1916 | 1999 | 2002 | 2010 |
| ---- | ---- | ---- | ---- | ---- | ---- |
| 6    | ↘5   | ↗9   | ↘2   | ↘1   | ↘0   |